# 德意志卡尔滕布伦
德意志卡尔滕布伦是奥地利布尔根兰州延纳斯多夫县的一个市镇。总面积24.19平方公里，总人口1828人，人口密度75.6人/平方公里（2001年）。